# Władysław Skonecki
Władysław Skonecki, né le 13 juillet 1920 à Tomsk en Union Soviétique et mort le 12 juin 1983 à Vienne en Autriche, est un joueur de tennis polonais.
Ses multiples succès au cours des années 1950 ont fait de lui l'un des meilleurs joueurs de tennis polonais de l'histoire.

## Biographie
Né en Sibérie, Władysław Skonecki a grandi à Łódź. Il pratique dans sa jeunesse le football à haut niveau, mais aussi le hockey sur glace et la natation. Fils d'un ouvrier, il a été champion de Pologne de tennis junior en 1938. Sa carrière stoppée par la Guerre, il ne peut reprendre la compétition qu'en 1945, année où il perd en finale du championnat sénior.
Critiquant le manque de liberté accordé par les autorités polonaises pour exercer son sport et lassé d'être constamment surveillé, Skonecki décide de quitter la Pologne en 1951 après avoir disputé une rencontre de Coupe Davis à Zurich et s'installe à Paris. Devenu apatride et considéré comme un traître, il ne put retourner dans son pays natal qu'après l'arrivée au pouvoir de Władysław Gomułka en 1956. Dans le civil, il a travaillé dans le pétrole avant la Guerre puis en tant que fonctionnaire.
Actif de la fin des années 1940 au début des années 1960, il a remporté de nombreux tournois internationaux en Europe. Parmi ses principaux succès figurent la Coupe Porée en 1953, le championnat de Grande-Bretagne sur courts couverts et Nice en 1955, et surtout Monte-Carlo en 1953 et 1955 où il bat en finale la première fois le double tenant du titre des Internationaux de France Jaroslav Drobný et la seconde un Budge Patty épuisé. Huitième de finaliste à deux reprises à Roland-Garros en 1953 et 1955, il s'est illustré par des victoires sur Orlando Sirola, Robert Haillet ou encore Bob Mark.
Skonecki a été membre de l'équipe de Pologne de Coupe Davis lors de 21 rencontres entre 1947 et 1962. Il a disputé à deux reprises les demi-finales de la zone européenne en 1950 et 1958.
Doté d'une très bonne condition physique, il excellait dans le jeu de fonds de court et possédait un très bon revers.
Après sa carrière, il s'est installé en Autriche en 1965 où il a notamment entraîné l'équipe de Coupe Davis et des joueurs de premier plan tels que Hans Kary. Il a ensuite occupé les fonctions de directeur d'écoles de tennis.

## Palmarès
- Monte-Carlo : vainqueur 1953 et 1955
- Hambourg : finaliste en 1955
- Championnat de Pologne : vainqueur en 1946, 1947, 1948, 1949 et 1950, finaliste en 1945, 1956, 1957, 1959 et 1961

## Parcours dans les tournois duGrand Chelem

### En simple
| Année | Open d'Australie | Open d'Australie | Internationaux de France | Internationaux de France | Wimbledon       | Wimbledon       | US Open        | US Open        |
| ----- | ---------------- | ---------------- | ------------------------ | ------------------------ | --------------- | --------------- | -------------- | -------------- |
| 1947  | —                | —                | —                        | —                        | 3e tour (1/16)  | Jaroslav Drobný | —              | —              |
| 1951  | —                | —                | 3e tour (1/16)           | Fausto Gardini           | 3e tour (1/16)  | József Asbóth   | —              | —              |
| 1952  | —                | —                | 2e tour (1/32)           | Felicisimo Ampon         | 1er tour (1/64) | Gardnar Mulloy  | —              | —              |
| 1953  | —                | —                | 1/8 de finale            | Ken Rosewall             | 2e tour (1/32)  | Vic Seixas      | —              | —              |
| 1954  | —                | —                | 3e tour (1/16)           | Bob Falkenburg           | —               | —               | —              | —              |
| 1955  | —                | —                | 1/8 de finale            | Mervyn Rose              | 3e tour (1/16)  | Lew Hoad        | —              | —              |
| 1956  | —                | —                | —                        | —                        | —               | —               | —              | —              |
| 1957  | —                | —                | 2e tour (1/32)           | Orlando Sirola           | 1er tour (1/64) | Neil Gibson     | —              | —              |
| 1958  | —                | —                | —                        | —                        | 1er tour (1/64) | Mervyn Rose     | —              | —              |
| 1959  | —                | —                | 2e tour (1/32)           | Jaroslav Drobný          | 2e tour (1/32)  | Barry MacKay    | —              | —              |
| 1960  | —                | —                | —                        | —                        | —               | —               | —              | —              |
| 1961  | —                | —                | 3e tour (1/16)           | Gérard Pilet             | 1er tour (1/64) | Jacky Brichant  | —              | —              |
| 1962  | —                | —                | —                        | —                        | —               | —               | 3e tour (1/16) | Chuck McKinley |

N.B. : à droite du résultat se trouve le nom de l'ultime adversaire.